# Parafia św. Benedykta w Anchorage
Parafia św. Benedykta w Anchorage – parafia rzymskokatolicka, terytorialnie i administracyjnie należąca do archidiecezji Anchorage-Juneau, erygowana 28 sierpnia 1957. Według stanu na październik 2021, w parafii posługiwali księża diecezjalni, a funkcję proboszcza pełnił Fr. Tom Lilly. 